# Раде Ристовић
Раде Ристовић (Сарајево, ФНР Југославија, 1959) је српски политичар и бивши министар рада и борачко-инвалидске заштите Републике Српске.

## Биографија
Дипломирао је на економском факултету у Сарајеву 1988. године. Обављао је одговорне функције у предузећима „Боксит“ Милићи, „ДЦД“ Источно Сарајево и "Енергоинвест" из Источног Сарајева. Бавио се спортом и културним радом. Био је борац Војске Републике Српске током рата у Босни и Херцеговини. До преузимања дужности министра, обављао је функцију управника Пошта Републике Српске у Источном Сарајеву. На дужност министра долази 7.4.2010. године. Од 1992. године живи у Источном Сарајеву. По националности је Србин.
На позицији министра рада и борачко инвалидске заштите Републике Српске је био до 29. децембра 2010. године.